# Règle de Carson
La règle de Carson, énoncée en 1922 par l'ingénieur d'AT&T John R. Carson, permet d'évaluer la largeur de bande passante d'un signal modulé en fréquence.

## Énoncé fondamental
Dans le cas d'un signal modulant sinusoïdal, le signal modulé présente un spectre en raies (signal périodique).
En ne gardant alors que les raies contenant au moins 98 % de la puissance du signal modulé, on obtient l'expression:
{\displaystyle B=2(\beta +1)f_{m}\,}
avec 
- {\displaystyle B}: largeur de bande,
- {\displaystyle \beta }: indice de modulation,
- {\displaystyle f_{m}}: fréquence du signal modulant sinusoïdal

### Généralisation
Par extension, dans le cas d'un signal modulant quelconque, en remplaçant {\displaystyle f_{m}} par la largeur de bande {\displaystyle b} du signal modulant et {\displaystyle \beta } par sa définition {\displaystyle \beta ={\tfrac {\Delta f}{b}}}, {\displaystyle \Delta f} étant la déviation maximale de la fréquence instantanée
l'expression devient:
{\displaystyle B=2(\Delta f+b)\,}
Cette expression est appelée règle de Carson. 

### Portée de la règle de Carson
C'est une règle fort pratique, mais qui reste une règle empirique dans le cas d'un signal modulant quelconque. 
Elle sous-estime en général la largeur de bande utile, c'est pourquoi elle est parfois modifiée:
{\displaystyle B=2(\Delta f+\alpha \,b)\,} avec {\displaystyle \alpha } prenant une valeur comprise entre 1 et 2.

Si l'indice de modulation {\displaystyle \beta } est fort, {\displaystyle \scriptstyle B\,\thickapprox \,2\Delta f\,}, la largeur de bande dépend alors essentiellement de l'amplitude du signal modulant.
Si l'indice de modulation {\displaystyle \beta } est faible, {\displaystyle \scriptstyle B\,\thickapprox \,2b\,}, la largeur de bande se rapproche de celle d'un signal modulé en amplitude.